# Mark Zabel
Mark Zabel (Calbe, 12 agosto 1973) è un canoista tedesco.
Ha fatto parte dell'equipaggio tedesco del K4 1000 m alle Olimpiadi di Atlanta 1996, Sydney 2000 e Atene 2004, vincendo una medaglia d'oro e due d'argento. Sempre nel K4 ha vinto numerosi titoli mondiali.

## Palmarès
- Olimpiadi

Atlanta 1996: oro nel K4 1000 m
Sydney 2000: argento nel K4 1000 m.
Atene 2004: argento nel K4 1000 m.
- Mondiali

1995: oro nel K4 1000 m, argento nel K4 500 m e bronzo nel K4 200 m.
1997: oro nel K4 1000 m, argento nel K4 500 m e bronzo nel K4 200 m.
1998: oro nel K4 500 m e K4 1000 m.
1999: oro nel K4 500 m e argento nel K4 1000 m.
2001: oro nel K4 1000 m.
2002: argento nel K4 200 m e K4 1000 m.
2003: bronzo nel K4 1000 m.
- Campionati europei di canoa/kayak sprint

Poznań 2000: oro nel K4 500m e nel K4 1000m.
Milano 2001: argento nel K4 1000m.